# Physalis cordata
Physalis cordata es una especie de planta herbácea perteneciente a la familia de las solanáceas. 

## Descripción
Son hierbas anuales, que alcanzan un tamaño de hasta 1 m de alto; los tallos mayormente erectos, teretes, puberulentos con tricomas antrorsos cortos, glabrescentes. Las hojas ampliamente ovadas u ovadas, de 3–8 cm de largo, ápice acuminado, la base redondeada o truncada, mayormente obtuso-serradas, el envés puberulento en los nervios, de otro modo glabro; los pecíolos cerca de la mitad o tan largos como las láminas. Las flores con pedicelo ascendente de 4–8 mm de largo, puberulento con tricomas cortos; cáliz cupuliforme, 3–6 mm de largo, lobado algo más de la 1/2 de su longitud, lobos angostamente triangulares, glabros; la corola rotácea, de 6–20 mm de diámetro, amarilla con un ojo obscuro; las anteras de 1.7–2 mm de largo, azuladas. El fruto es una baya de 6–15 mm de diámetro, cáliz conspicuamente 5-angulado, 25–35 mm de largo, glabro, pedicelos 10–25 mm de largo, glabros; semillas 1.4–1.6 mm de diámetro, amarillentas.

## Distribución y hábitat
Es una especie común, maleza en las zonas pacífica y atlántica; mayormente bajo los 400 m pero ascendiendo a 600 m de altitud. Se encuentran desde el sur de los Estados Unidos hasta Panamá y en las Antillas. 

## Taxonomía
Physalis cordata fue descrita por Philip Miller y publicado en The Gardeners Dictionary: . . . eighth edition no. 14, en el año 1768.
P. porrecta, descrita de la zona alta (1160 m) de Costa Rica, fue considerada distinta de P. cordata por tener la pubescencia del tallo más abundante y localizada, las manchas de la corola menos prominentes, los pedicelos fructíferos más cortos, y los cálices fructíferos más abruptamente rostrados. Las colecciones del Volcán Mombacho y del departamento de León a 1150 m, se parecen al material de Costa Rica llamado P. porrecta, que también tiene las hojas más grandes, pero éstas y otras colecciones vistas de P. porrecta parecen ser P. cordata. 
Sinonimia
- Physalis clarionensis Waterf.
- Physalis galapagoensis Waterf.
- Physalis porrecta Waterf.[2]